# موتور آرزو جمال‌زاده
موتور آرزو جمال‌زاده یک منطقهٔ مسکونی در ایران است که در دهستان جازموریان واقع شده‌است. موتور آرزو جمال‌زاده ۷۲ نفر جمعیت دارد.